# Caseasauria
Caséasaures
Clade
Familles de rang inférieur
- † Caseidae
- † Eothyrididae

Les caséasaures (Caseasauria) sont un groupe éteint de synapsides du Carbonifère supérieur et du Permien. Ils constituent le groupe frère des eupélycosaures, clade incluant tous les autres synapsides, y compris les mammifères. Le groupe comprend deux familles légèrement différentes, les éothyridés et les caséidés.

## Historique
Les caséasaures ont été décrits en 1912 par le paléontologue américain Samuel Wendell Williston.

## Description
Parmi les caractéristiques les plus remarquables des caséasaures, citons une narine élargie et une pointe de museau qui surplombe la rangée de dents.
Les premiers caséasaures, y compris tous les éothyridés, étaient des animaux relativement petits. Puis la plupart des caséidés ont atteint des tailles plus grandes : les genres Cotylorhynchus et Alierasaurus étaient parmi les plus grands animaux terrestres du début du Permien. Ces grands herbivores ont atteint une longueur allant de 4 à 6 mètres et une masse estimé entre 330 et 500 kg.

## Histoire évolutive

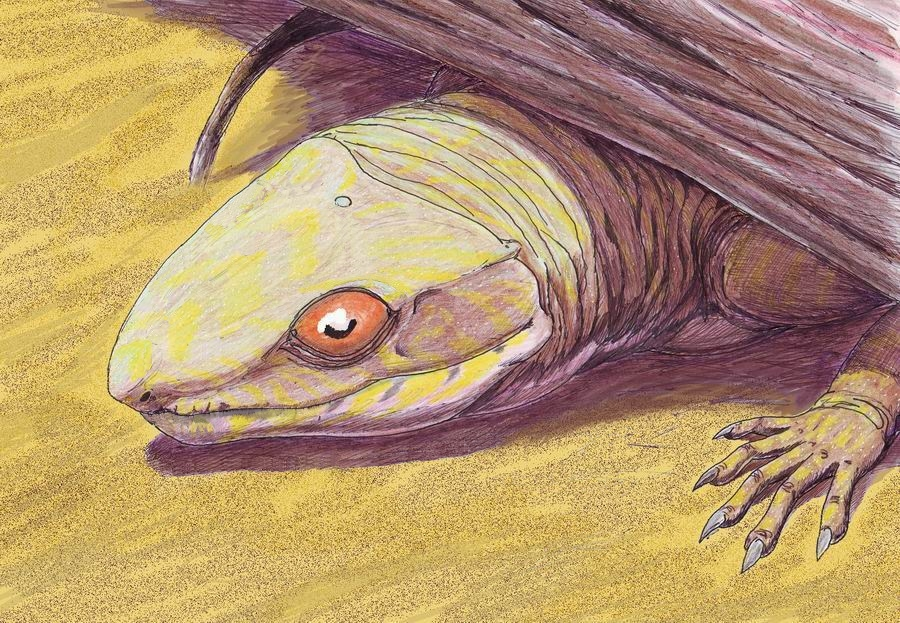
Reconstitution d'Oedaleops campi

Les caséasaures apparaissent pour la première fois dans les archives fossiles au Carbonifère supérieur, aux côtés de nombreux autres groupes d'amniotes basaux. L'un des plus vieux synapsides connus, Asaphestera, datant du Bashkirien, est peut-être un caséasaure appartenant à la famille des éothyridés. Le plus vieux caséasaure reconnu appartient au genre Eocasea. 
Au Permien, les caséidés ont prospéré pendant l'âge du Kungurien, à la fin du Cisuralien, et de nombreux grands caséidés herbivores sont connus de cette période aux États-Unis. Les caséidés sont l'un des deux groupes de synapsides à avoir atteint l'époque guadalupienne, avec les varanopidés. Ils sont représentés à cette époque notamment par Ennatosaurus, herbivore trouvé en Russie.

## Paléoécologie
La paléoécologie des caséasaures est débattue. Ils sont généralement interprétés comme des animaux terrestres occupant les habitats secs des hautes terres. Cependant, leurs fossiles présentent une microstructure osseuse similaire à celle des cétacés et des pinnipèdes, ce qui a conduit à l'hypothèse qu'ils menaient un mode de vie aquatique,. Cette hypothèse a été contestée au motif que leur microstructure osseuse ressemble spécifiquement aux animaux entièrement pélagiques et est différente de la microstructure osseuse des animaux semi-aquatiques, mais que le plan corporel des caséidés est incompatible avec un mode de vie pélagique. De plus, les fossiles de caséasaures sont principalement associés aux dépôts arides des hautes terres.